# Полена
Полена (болг. Полена) — село в Благоевградской области Болгарии. Входит в состав общины Симитли. Находится примерно в 6 км к югу от центра города Симитли и примерно в 20 км к югу от центра города Благоевград. По данным переписи населения 2011 года, в селе  проживало 700 человек, преобладающая национальность — болгары.

## Население
| Год     | 1965 | 1975 | 1985 | 1992 | 2001 | 2011 |
| ------- | ---- | ---- | ---- | ---- | ---- | ---- |
| Жителей | 875  | 876  | 881  | 889  | 849  | 700  |

|  |